# جامعة فورتفاغن للعلوم التطبيقية
جامعة فورتفاغن للعلوم التطبيقية (اختصار HFU) هي إحدى جامعات الجنوب الغربي لولاية بادن فورتمبرغ ومقرها مدينة فورتفانغن (Furtwangen) في الغابة السوداء. تضم الجامعة فرعا خارجيا في مدينة (Schwenningen) إضافة إلى إعدادها فرعا ثالثا بمدينة (Tuttlingen) دخل حيز الخدمة في الفصل الجامعي الشتوي 2009. وهي عضو في اتحاد جامعة بودنسي الدولية.

## تاريخ الجامعة
تطورت الجامعة عن مدرسة لصانعي الساعات في فورتفانغن أُسِّسَت سنة 1850 من طرف المهندس روبرت جيرفج (Robert Gerwig). وتحوي الجامعة حاليا أكبر متحف للساعات في ألمانيا.
بعد الحرب العالمية الثانية تم تقسيم المدرسة إلى مدرسة مهنية لا زالت قائمة حتى الآن وإلى مدرسة للمهندسين حولت بعد إذ إلى جامعة للعلوم التطبيقية.

## الدراسة
في إطار اتفاق التعاون الأوروبي (اتفاق بولونيا) تم تحويل كل الشعب الدراسية في الجامعة من نظام الدبلوم إلى نظام البكلوريوس (Bachelor) والماستر (Master).